# 다이어트 서바이벌 빅토리
《다이어트 서바이벌 빅토리》는 SBS TV에서 2011년 8월 28일부터 11월 27일까지 방영된 다이어트 서바이벌 프로그램이다. 《내 집 장만 토너먼트 - 집드림》이 주거 공간을 상품으로 내걸었다면 해당 방송은 다이어트 그 자체를 소재로 하고 있다는 점에서 차이가 있다. 비슷한 컨셉의 방송으로 《휴먼 서바이벌 도전자》가 있지만 이와 달리 해당 방송은 협동심 뿐만 아니라 다이어트 의지까지 함께 강조하고 있다.

## 방영 회차
| 회차 | 내용                                                          |
| ---- | ------------------------------------------------------------- |
| 1    | 1차 공개 면접, 20명의 도전자 선발                             |
| 2    | 오리엔테이션, 1차 미션 공개                                   |
| 3    | 1차 미션 - 춤 추기                                            |
| 4    | 2차 미션 - 모래밭에 숨겨진 구명조끼 찾기, 2500톤 배 끌기 도전 |
| 5    | 3차 미션 - 90년대 댄스곡 도전                                 |
| 6    | 4차 미션 - 놀이공원에서 자전거 전력으로 불 밝히기             |
| 7    | 5차 미션 - 아이돌들의 춤 따라하기 미션                        |
| 8    | 6차 미션 - 에스컬레이터 거꾸로 오르기                         |
| 9    | 5차 미션 - 아이돌들의 춤 따라하기 도전                        |
| 10   | 춘천 여행, 7차 미션 - 42.195km 러닝머신 달리기                |
| 11   | 몸매 성형 프로젝트 1탄                                        |
| 12   | 몸매 성형 프로젝트 2탄                                        |
| 13   | 몸매 성형 프로젝트 3탄, 도전자들의 달라진 변화 공개           |
| 14   | 우승자 발표                                                   |

## 출연자
- 진행자: 신동엽, 이수경
- 팀장: 이규한, 신봉선
- 트레이너: 숀리

### 20명의 도전자
- 이혜정 (우승)
- 동관식 (준우승)
- 임지선 (Top9)
- 석수진 (Top9)
- 김세란 (Top9)
- 김세린 (Top9)
- 양혜지 (Top9)
- 박용구 (Top9)
- 서해룡 (Top9)
- 이상록 (10위)
- 고샛별 (Top12)
- 민들레 (Top12)
- 박성희 (13위)
- 강일모 (Top15)
- 윤소연 (Top15)
- 김봉수 (Top17)
- 김지연 (Top17)
- 송영민 (18위)
- 황경진 (19위)
- 강하이 (20위)

## 미션 대결 규칙
- 각 미션들은 팀 대결로 나뉘어서 진행되며, 팀 대결에서 승리한 팀원들은 탈락이 면제된다. 진 팀원 가운데서 줄어든 몸무게와 총 몸무게에서 줄어든 비율이 적은 출연자가 탈락자로 정해진다. 이는 한 명일 수도 있고 두 명일 수도 있다. 단, 42.195km 러닝머신 마라톤에서 진 팀은 체중 측정 없이 전원 탈락한다.
- 에스컬레이터 거꾸로 오르기 미션에서 1등에게는 유명 식당 업체 매장 운영권이 주어졌다.
- 그 뒤로는 탈락자를 제외한 나머지 출연자들이 탈락자 없이 개인전으로 대결을 펼쳐서 최후의 1인에게 1억 원의 상금이 주어진다.

## 관련 방송
- 일요일이 좋다
  - 런닝맨 (1부 프로그램)

- 해피선데이
  - 남자의 자격 (1부 프로그램)
  - 1박 2일 (경쟁 프로그램)

- 일밤
  - 바람에 실려 (1부 프로그램)
  - 나는 가수다 시즌 1 (경쟁 프로그램)